# Bedminster (New Jersey)
Bedminster ist ein Township im Somerset County, New Jersey, USA. Das U.S. Census Bureau ermittelte bei der Volkszählung 2020 eine Einwohnerzahl von 8272.

## Geographie
Nach den Angaben des United States Census Bureaus hat die Stadt eine Landfläche von insgesamt 68,6 km2. 

## Demographie
Laut der Volkszählung im Jahr 2000 gab es damals 8.302 Menschen, 4.235 Haushalte und 2.100 Familien in Bedminster. Die Bevölkerungsdichte betrug 121,1 Einwohner pro km2. 90,05 % der Bevölkerung waren Weiße, 1,75 % Afroamerikaner, 0,11 % amerikanische Ureinwohner, 6,41 % Asiaten, 0,02 % pazifische Insulaner, 0,83 % anderer Herkunft und 0,83 % Mischlinge. 3,84 % waren Latinos unterschiedlicher Abstammung.
Von den 4.235 Haushalten hatten 20,7 % Kinder unter 18 Jahre. 40,8 % davon waren verheiratete, zusammenlebende Paare, 6,9 % waren alleinerziehende Mütter, 50,4 % sind keine Familien, 44,0 % bestanden aus Singlehaushalten und 6,9 % Menschen waren älter als 65. Die Durchschnittshaushaltsgröße betrug 1,96, die Durchschnittsfamiliengröße 2,76.
17,8 % der Bevölkerung waren unter 18 Jahre alt, 3,8 % zwischen 18 und 24, 40,3 % zwischen 25 und 44, 27,3 % zwischen 45 und 64, 10,7 % älter als 65. Das Durchschnittsalter betrug 39 Jahre. Das Verhältnis Frauen zu Männer betrug 100:85,9, für Menschen älter als 18 Jahre betrug das Verhältnis 100:82,1.
Das jährliche Durchschnittseinkommen der Haushalte betrug 71.550 USD, das Durchschnittseinkommen der Familien 96.890 USD. Männer hatten ein Durchschnittseinkommen von 71.136 USD, Frauen 48.589 USD. Der durchschnittliche Prokopfeinkommen in der Stadt betrug 53.549 USD. 3,1 % der Bevölkerung und 1,9 % der Familien lebten unterhalb der Armutsgrenze, davon waren 3,3 % Kinder oder Jugendliche jünger als 18 Jahre. 3,8 % der Menschen waren älter als 65.

## Sport
Im westlichen Teil von Bedminster liegt der Trump National Golf Club, Bedminster.

## Persönlichkeiten
- James Linn (* 1749 in Bedminster; † 1821 in Trenton), Politiker